# Jussi Vatanen (Schauspieler)

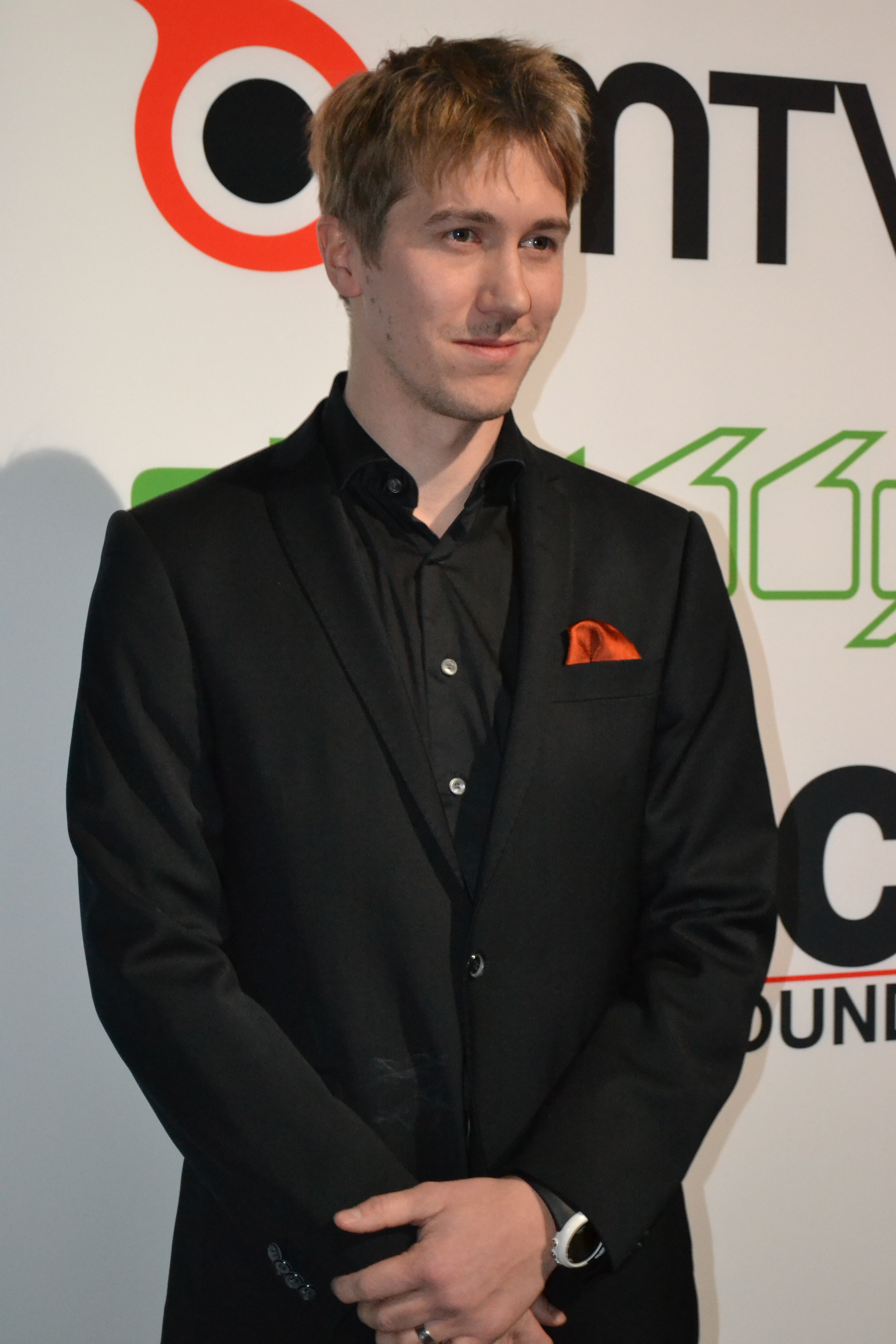
Jussi Vatanen (2013)

Jussi Vatanen (* 30. Januar 1978 in Sonkajärvi) ist ein finnischer Schauspieler.

## Leben
Jussi Vatanen studierte Schauspiel an der Theaterakademie Helsinki, wo er 2005 seinen Master in Theaterwissenschaften erhielt. Während dieser Zeit spielte er an unterschiedlichen Theatern. Sein Filmdebüt gab er jeweils mit kleineren Nebenrollen in den beiden 2006 ausgestrahlten Fernsehfilmen Kolme suudelmaa und Bodomin legenda. Bekannt wurde er 2011 in der Sendung Putous.
Seitdem war er in über 50 Film- und Fernsehprojekten auf der Leinwand zu sehen. Für seine Darstellung in Unknown Soldier – Kampf ums Vaterland wurde er als bester Nebendarsteller für einen Jussi nominiert. Für seine Hauptrollen in Helden des Polarkreises, Napapiirin sankarit 2 und Der Waldriese erhielt er jeweils eine Nominierung als bester Hauptdarsteller.
Für die männliche Hauptrolle neben Alma Pöysti in Aki Kaurismäkis Tragikomödie Fallende Blätter (2023) wurde er für den Europäischen Filmpreis nominiert.
Vatanen ist mit der Musikerin Marika Tuhkala verheiratet. Sie haben eine gemeinsame Tochter.

## Filmografie
- 2006: Bodomin legenda
- 2006: Kolme suudelmaa
- 2010: Helden des Polarkreises (Napapiirin sankarit)
- 2015: Napapiirin sankarit 2
- 2015: Vilja und die Räuber (Me Rosvolat)
- 2017: Unknown Soldier – Kampf ums Vaterland (Tuntematon sotilas)
- 2019–2020: Zimmer 301 (Huone 301, Fernsehserie, sechs Folgen)
- 2020: Der Waldriese (Metsäjätti)
- 2023: Fallende Blätter (Kuolleet lehdet)